# Agua albuminosa
El agua albuminosa es una preparación obtenida a partir de la albúmina del huevo denominada ovoalbúmina y agua destilada, la cual se usa fundamentalmente como antídoto en las intoxicaciones de tipo agudo por vía oral. 
En el ámbito clínico, se utiliza como un antídoto que actúa sobre diferentes xenobióticos disminuyendo la absorción de estos por medio de un mecanismo neutralizante por formación de macromoléculas (albuminatos) poco o nada solubles. 
Actualmente se encuentra prácticamente en desuso, aunque aparezca en diversas guías de uso hospitalario. También es cierto que puede usarse como remedio casero ante intoxicaciones agudas causadas por cierto tipo de tóxicos, que puedan encontrarse en el ambiente doméstico.

## Empleo de la albúmina en el ámbito clínico
Uso como complemento alimenticio y emoliente. Uno de los usos más comunes es la administración en las diarreas infantiles, en la disentería, el cólera y en todas las afecciones en que el organismo está muy debilitado y no se halla en disposición de tolerar alimentos sólidos. Aquí actúa como alimento y como emoliente.

### Uso como antídoto
También puede pautarse en caso de intoxicación aguda por ingestión oral. En estos casos, y como regla general, no se provoca el vómito a no ser que se conozca con seguridad el tipo de tóxico presente y si existe indicación o no para provocar el vómito. El agua albuminosa es muy útil en los casos de intoxicaciones por productos cáusticos (ácidos y álcalis) en los que no se puede provocar el vómito del paciente por su carácter corrosivo. 
El agua albuminosa actúa como neutralizador del tóxico ingerido y se puede aplicar de forma general, estando siempre la víctima consciente; aunque también se puede utilizar una solución de carbón activado.
En el protocolo de intoxicación aguda por productos cáusticos se establece que el agua albuminosa debe administrarse si el estado general está conservado, el enfermo puede deglutir, la deglución no provoca tos y la ingesta es de hace menos de una hora. Primero se deben realizar enjuagues bucales con agua del grifo y escupir, por si hay restos del producto y a continuación se realiza la dilución gástrica del cáustico mediante la administración de agua albuminosa, o en su defecto, leche fría o agua fría. La cantidad a administrar es de unos 250 mL (dos vasos de plástico o un vaso de agua normal), que se repite al cabo de 5 minutos, suspendiéndose en caso de vómitos o de atragantamiento. Es cierto que dependiendo del tipo de tóxico ingerido podrá administrarse una cantidad entre 125 o 250 mL de agua albuminosa.

### Otras aplicaciones
También puede aplicarse en intoxicaciones agudas producidas por algunos metales como el mercurio o el nitrato de plata. 
En el caso del mercurio se une a la albúmina produciendo un albuminato insoluble completamente inocuo. Sin embargo, si se administra más albúmina de la necesaria se produce una mayor disolución del metal pesado impidiendo su efecto neutralizante. Debido a esto, hay que administrar la cantidad justa de albúmina, lo cual es muy difícil. La emesis puede facilitar la eficacia debido a la eliminación de los precipitados que se van formando. De igual suerte se procede en la intoxicación por el nitrato de plata y las sales de cobre.
La organización no gubernamental española Facua o FACUA-Consumidores en Acción dedicada desde 1981 a la defensa de los derechos de los consumidores, recomienda la administración de agua albuminosa de forma reiterada al accidentado siempre y cuando sea posible ante intoxicaciones con productos de limpieza como limpiahornos, desatascadores, productos de lavavajillas, salfumán...

## Mecanismo de acción
Al igual que en la sangre, la albúmina va a ejercer su función de proteína transportadora. En el tubo digestivo es capaz de absorber dentro de su estructura moléculas como fármacos, vitaminas, ácidos grasos, bilirrubina, hormonas e iones como el calcio formando unos complejos denominados albuminatos que son poco o nada solubles, de forma que retienen e impiden la absorción de esos tóxicos.
Además, juega un papel primordial en el control del pH sanguíneo, pudiendo de esta forma neutralizar la acción de agentes cáusticos en el tubo digestivo. Este efecto se asocia a la capacidad de la albúmina de evitar cambios extremos del pH dentro de un rango, es decir, por su capacidad de actuar como amortiguador de pH.  Esta capacidad reside en la existencia de residuos de histidina dentro de la proteína.

## Preparación
El método de realización de este preparado es sencillo. Los únicos ingredientes necesarios para la obtención de este antídoto son huevos y agua. Debido a esta simplicidad se usa como remedio casero frente a diversas intoxicaciones ya comentadas. 
Pasos:
1. Cascar entre 4 y 6 huevos en un recipiente.
2. Batir los huevos dentro del recipiente hasta formar una solución viscosa aparentemente homogénea
3. Echar la mezcla obtenida sobre 1 litro de agua y remover hasta su total disolución
4. Administrar al paciente intoxicado, si tanto éste como el tóxico cumplen los requisitos que aseguren su eficacia y seguridad.[9]

## Contraindicaciones
Existen ciertos casos en los que está totalmente contraindicada la administración de agua albuminosa, ya que puede llegar a comprometer la vida del paciente. 
- Pacientes que presentan riesgo de aspiración bronquial.
- Pacientes con la vía aérea desprotegida (intubación, etc.)
- Pacientes con riesgo elevado de perforación gastrointestinal o hemorragia, debido a su enfermedad, cirugía, etc.10